# Hrvatski powerlifting savez
Hrvatski powerlifting savez (HPLS) je hrvatska krovna organizacija za powerlifting sport. Međunarodni naziv za Hrvatski powerlifting savez je Croatian Powerlifting Federation. Osnovan je 26. lipnja 2012. u Virovitici. Hrvatski građani bavili su se ovim sportom i u Jugoslaviji te se povijest ovoga sporta može protegnuti sve do 1967. godine od kada je u sklopu Dizačkog saveza Jugoslavije djelovao i odsjek za ovaj sport. Član je Međunarodne powerlifting federacije - International Powerlifting Federation (IPF) od 1. rujna 2013. i Europske powerlifting federacije - EPF. Član je HOO-a od 04.05.2015. Punopravni član HOO-a postao je 21.12.2021.

## IPF

### Svjetsko prvenstvo
| Medalje | Classic | Classic | Classic     | Classic     | Classic | Classic | Classic  | Classic  | Classic     | Classic     | Equipped | Equipped | Equipped    | Equipped    | Equipped | Equipped | Equipped | Equipped | Equipped    | Equipped    | Ukupno |
| Medalje | TOTAL   | TOTAL   | bench press | bench press | squat   | squat   | deadlift | deadlift | best lifter | best lifter | TOTAL    | TOTAL    | bench press | bench press | squat    | squat    | deadlift | deadlift | best lifter | best lifter | Ukupno |
| ------- | ------- | ------- | ----------- | ----------- | ------- | ------- | -------- | -------- | ----------- | ----------- | -------- | -------- | ----------- | ----------- | -------- | -------- | -------- | -------- | ----------- | ----------- | ------ |
| Medalje | M       | Ž       | M           | Ž           | M       | Ž       | M        | Ž        | M           | Ž           | M        | Ž        | M           | Ž           | M        | Ž        | M        | Ž        | M           | Ž           | Ukupno |
| Zlato   |         |         |             |             |         |         |          |          |             |             |          |          |             |             |          |          |          |          |             |             |        |
| Srebro  |         |         |             |             |         |         |          |          |             |             |          |          |             |             |          |          |          |          |             |             |        |
| Bronca  |         |         |             |             |         |         |          |          |             |             |          |          |             |             |          |          |          |          |             |             |        |

Open dobna skupina

za određivanje najboljeg dizača primjenjuje se Wilksova formula

#### Classic
| U kategoriji | U kategoriji | U kategoriji | U kategoriji | U kategoriji | U kategoriji |
| #            | Dizač(ica)   | Zlato        | Srebro       | Bronca       | Ukupno       |
| ------------ | ------------ | ------------ | ------------ | ------------ | ------------ |
| 1            |              |              |              |              |              |

| U kategoriji | U kategoriji  | U kategoriji | U kategoriji | U kategoriji | U kategoriji | U kategoriji |
| #            | Dizač(ica)    |              | Zlato        | Srebro       | Bronca       | Ukupno       |
| ------------ | ------------- | ------------ | ------------ | ------------ | ------------ | ------------ |
| 1            | Andrea Petrek | BP           | 2            | 0            | 0            | 1            |

## GPC
Global Powerlifting Committee

### Svjetsko prvenstvo
Open dobna skupina

za određivanje najboljeg dizača primjenjuje se Reshelova formula
Total
| U kategoriji | U kategoriji    | U kategoriji | U kategoriji | U kategoriji | U kategoriji |
| #            | Dizač(ica)      | Zlato        | Srebro       | Bronca       | Ukupno       |
| ------------ | --------------- | ------------ | ------------ | ------------ | ------------ |
| 1            | Danijel Škopec  | 0            | 1            | 0            | 1            |
| 2            | Pero Prakljačić | 0            | 0            | 1            | 1            |

Single event
BP - bench press, DL - deadlift, S - squat
| U kategoriji | U kategoriji       | U kategoriji | U kategoriji | U kategoriji | U kategoriji | U kategoriji |
| #            | Dizač(ica)         |              | Zlato        | Srebro       | Bronca       | Ukupno       |
| ------------ | ------------------ | ------------ | ------------ | ------------ | ------------ | ------------ |
| 1            | Goran Karamarković |              | 0            | 0            | 1            | 1            |

## WDFPF
World Drug Free Powerlifting Federation

### Svjetsko prvenstvo
Open dobna skupina

za određivanje najboljeg dizača primjenjuje se Schwartzova formula
Total
| U kategoriji | U kategoriji   | U kategoriji | U kategoriji | U kategoriji | U kategoriji |
| #            | Dizač(ica)     | Zlato        | Srebro       | Bronca       | Ukupno       |
| ------------ | -------------- | ------------ | ------------ | ------------ | ------------ |
| 1            | Marin Vlahović | 0            | 1            | 0            | 1            |

Single event
BP - bench press, DL - deadlift, S - squat
| U kategoriji | U kategoriji   | U kategoriji | U kategoriji | U kategoriji | U kategoriji | U kategoriji |
| #            | Dizač(ica)     |              | Zlato        | Srebro       | Bronca       | Ukupno       |
| ------------ | -------------- | ------------ | ------------ | ------------ | ------------ | ------------ |
| 1            | Marin Vlahović |              | 1            | 0            | 0            | 1            |

| Ukupna konkurencija (Best lifter) | Ukupna konkurencija (Best lifter) | Ukupna konkurencija (Best lifter) | Ukupna konkurencija (Best lifter) | Ukupna konkurencija (Best lifter) | Ukupna konkurencija (Best lifter) |
| #                                 | Dizač(ica)                        | Zlato                             | Srebro                            | Bronca                            | Ukupno                            |
| --------------------------------- | --------------------------------- | --------------------------------- | --------------------------------- | --------------------------------- | --------------------------------- |
| 1                                 | Marin Vlahović                    | 1                                 | 0                                 | 0                                 | 1                                 |

## Svjetski rekorderi
Objašnjenje tablice: Svaka svjetska federacija bilježi svjetske rekorde u više dobnih kategorija za svaku težinsku klasu (kategoriju). Open dobna kategorija je neisključiva i u njoj se s rijetkim iznimkama postavljaju apsolutni (najveći) rekordi. Postoje dva tipa natjecanja: bez opreme (engl. raw ili classic) i s opremom (engl. equipped). Osim glavnog triatlon natjecanja u kojem se bilježe rekordi za ukupan (triatlon, total) rezultat te za rezultate ostvarene u pojedinim disciplinama tijekom tog istog natjecanja, održavaju se i posebna natjecanja za pojedine discipline (tzv. single lift natjecanja) s malo izmijenjenim pravilima te se za takve rezultate prate posebni rekordi koji su u pravilu jednaki ili veći od onih ostvarenih tijekom triatlon natjecanja za te pojedine discipline.
| Dizač(ica) | Dizač(ica) | Σ  | Koef | Apsolutni rekordi | Apsolutni rekordi | SE-T | Oprema? | Oprema? | Kategorije [kg] (Open) | Federacije |
|            |            | Σ  | Koef | Total             | SE                | SE-T | Da      | Ne      | Kategorije [kg] (Open) | Federacije |
| ---------- | ---------- | -- | ---- | ----------------- | ----------------- | ---- | ------- | ------- | ---------------------- | ---------- |
| M/Ž        | n/a        | 0x | —    | —                 | —                 | —    | —       |         |                        |            |

Nepriznati rekordi
Ante Boras (do 110 kg, ožujak 2011.) mrtvo dizanje 310 kg; nije priznat jer Hrvatska nije bila članica GPC federacije.

## Nacionalni rekordi
apsolutni rekordi (neovisni o singl lift/total natjecanju i dobnoj kategoriji te HPLS i HPO raskolu)

| WR | Svjetski rekord |

### IPF pravila
5-06-2018
| Kategorija | Disciplina             | Disciplina             | Disciplina            | Disciplina           | Disciplina | Disciplina      | Disciplina | Disciplina    | Disciplina |
| ---------- | ---------------------- | ---------------------- | --------------------- | -------------------- | ---------- | --------------- | ---------- | ------------- | ---------- |
| muškarci   | bez opreme             | bez opreme             | bez opreme            | bez opreme           | s opremon  | s opremon       | s opremon  | s opremon     |            |
| muškarci   | total                  | potisak s klupe        | čučanj                | mrtvo dizanje        | total      | potisak s klupe | čučanj     | mrtvo dizanje |            |
|            |                        |                        |                       |                      |            |                 |            |               |            |
| +120 kg    | 780 kg V. Galić        | 211 kg Petar Francki   | 275 kg V. Galić       | 307.5 kg V. Barić    |            |                 |            |               |            |
| -120 kg    | 800 kg Hrvoje Sirovec  | 220 kg P. Francki      | 300 kg Hrvoje Sirovec | 305 kg Luka Udiljak  |            |                 |            |               |            |
| -105 kg    | 748 kg N. Cvijanović   | 208 kg M. Rukavina     | 280 kg N. Cvijanović  | 305 kg I. Kurobasa   |            |                 |            |               |            |
| -93 kg     | 728.5 kg Marko Huzjak  | 192.5 kg M. Huzjak     | 270 kg Marko Huzjak   | 286 kg Marko Huzjak  |            |                 |            |               |            |
| -83 kg     | 631 kg G. Šimić        | 170 kg M. Obšivač      | 227.5 kg V. Maraš     | 260 kg I. Jendričko  |            |                 |            |               |            |
| -74 kg     | 580 kg G. Karamarković | 166 kg G. Karamarković | 215 kg Danijel Parac  | 250 kg Danijel Parac |            |                 |            |               |            |
| -66 kg     | 490 kg Bruno Ilić      | 125.5 kg L. Šimunjak   | 180 kg M.Peček        | 227.5 kg L. Rogina   |            |                 |            |               |            |
| -59 kg     | 380 kg Hrvoje Fras     | 100 kg Antonio Jelinić | 130 kg Hrvoje Fras    | 170 kg Hrvoje Fras   |            |                 |            |               |            |
| -53 kg     | 140 kg D. Krnjić       | 65 kg M. Bogdan        | 50 kg D. Krnjić       | 50 kg D. Krnjić      |            |                 |            |               |            |

| Kategorija | Disciplina                | Disciplina              | Disciplina                | Disciplina                | Disciplina | Disciplina      | Disciplina | Disciplina    | Disciplina |
| ---------- | ------------------------- | ----------------------- | ------------------------- | ------------------------- | ---------- | --------------- | ---------- | ------------- | ---------- |
| žene       | bez opreme                | bez opreme              | bez opreme                | bez opreme                | s opremom  | s opremom       | s opremom  | s opremom     |            |
| žene       | total                     | potisak s klupe         | čučanj                    | mrtvo dizanje             | total      | potisak s klupe | čučanj     | mrtvo dizanje |            |
|            |                           |                         |                           |                           |            |                 |            |               |            |
| +84 kg     | 365 kg I. Fehatbegović    | 62.5 kg Kristina Petrić | 140 kg I. Fehatbegović    | 170 kg I. Fehatbegović    | n/a        | n/a             | n/a        | n/a           |            |
| -84 kg     | 350 kg M. Blažanović      | 105 kg S. Radman        | 130 kg M. Blažanović      | 160 kg M. Blažanović      | n/a        | n/a             | n/a        | n/a           |            |
| -72 kg     | 402.5 kg Dora Belas       | 102.5 kg K. Medak       | 152.5 kg Dora Belas       | 165 kg Dora Belas         | n/a        | n/a             | n/a        | n/a           |            |
| -63 kg     | 385 kg Romana Tea Kirinić | 97.5 kg A. Petrek       | 140 kg Romana Tea Kirinić | 170 kg Romana Tea Kirinić | n/a        | n/a             | n/a        | n/a           |            |
| -57 kg     | 338 kg Miljana De Mori    | 80.5 kg P. Januš        | 125 kg Miljana De Mori    | 150 kg N. Bestić          | n/a        | n/a             | n/a        | n/a           |            |
| -52 kg     | 297 kg M. Perković        | 65 kg A. Petrek         | 110 kg M. Perković        | 136 kg M. Perković        | n/a        | n/a             | n/a        | n/a           |            |
| -47 kg     | 240 kg S. Hegediš         | 47.5 kg S. Hegediš      | 82.5 kg S. Hegediš        | 120 kg S. Hegediš         | n/a        | n/a             | n/a        | n/a           |            |
| -43 kg     | n/a                       | n/a                     | n/a                       | n/a                       | n/a        | n/a             | n/a        | n/a           |            |

| #              | Wilks bodovi za total | Wilks bodovi za total |
| #              | bez opreme | bez opreme |
| -------------- | --- | --- |
| #              | Muškarci | Žene |
| 1. 2. 3. 4. 5. | 459.92 Hrvoje Sirovec (-120kg) 452.30 Marko Huzjak (-93kg) 447.00 N. Cvijanović (-105kg) 421.19 G. Šimić (-85kg) 417.19 G. Karamarković (-74kg) | 392.84 Dora Belas (-72kg) 392.21 Miljana De Mori (-57kg) 370.24 M. Perković (-52kg) 346.37 M. Horvat (-63kg) 312.10 M. Blažanović (-84kg) |

### GPC pravila
03-04-2017
za čučanj se koristi monolift stalak
| Kategorija | Disciplina           | Disciplina               | Disciplina          | Disciplina           | Disciplina | Disciplina      | Disciplina | Disciplina    | Disciplina |
| ---------- | -------------------- | ------------------------ | ------------------- | -------------------- | ---------- | --------------- | ---------- | ------------- | ---------- |
| muškarci   | bez opreme           | bez opreme               | bez opreme          | bez opreme           | s opremon  | s opremon       | s opremon  | s opremon     |            |
| muškarci   | total                | potisak s klupe          | čučanj              | mrtvo dizanje        | total      | potisak s klupe | čučanj     | mrtvo dizanje |            |
|            |                      |                          |                     |                      |            |                 |            |               |            |
| +140 kg    | 880 kg M. Dotlić     | 220 kg M. Treskavica     | 350 kg M. Dotlić    | 320 kg M. Dotlić     |            |                 |            |               |            |
| -140 kg    | 830 kg M. Treskavica | 220 kg P. Klančir        | 320 kg P. Klančir   | 315 kg M. Treskavica |            |                 |            |               |            |
| -125 kg    | 800 kg H.Sirovec     | 220 kg M. Pičuljan       | 301 kg I. Međimurec | 300 kg H.Sirovec     |            |                 |            |               |            |
| -110 kg    | 752.5 kg A. Boras    | 191 kg S. Martinić       | 280 kg H. Marinović | 312.5 kg A. Boras    |            |                 |            |               |            |
| -100 kg    | 800 kg H. Sirovec    | 200 kg M. Rukavina       | 330 kg H. Sirovec   | 315 kg R. Krušić     |            |                 |            |               |            |
| -90 kg     | 755 kg M. Huzjak     | 190 kg M. Huzjak         | 280 kg M. Huzjak    | 290 kg D. Božak      |            |                 |            |               |            |
| -82.5 kg   | 720 kg M. Huzjak     | 190 kg M. Huzjak         | 270 kg M. Huzjak    | 260 kg I. Kranjec    |            |                 |            |               |            |
| -75 kg     | 580 kg D. Parac      | 160 kg G. Karamarković   | 215 kg D. Parac     | 250 kg D. Parac      |            |                 |            |               |            |
| -67.5 kg   | 510 kg D. Parac      | 122.5 kg G. Karamarković | 185 kg D. Parac     | 230 kg D. Parac      |            |                 |            |               |            |
| -60 kg     | 280 kg M. Mihelić    | 50 kg M. Mihelić         | 92.5 kg M. Mihelić  | 145 kg M. Mihelić    |            |                 |            |               |            |
| -56 kg     |                      | 60 kg F. Strahija        |                     |                      |            |                 |            |               |            |
| -52 kg     | 375 kg F. Vadljević  | 85 kg F. Vadljević       | 120 kg F. Vadljević | 170 kg F. Vadljević  |            |                 |            |               |            |

| Kategorija | Disciplina          | Disciplina          | Disciplina           | Disciplina          | Disciplina | Disciplina      | Disciplina | Disciplina    | Disciplina |
| ---------- | ------------------- | ------------------- | -------------------- | ------------------- | ---------- | --------------- | ---------- | ------------- | ---------- |
| žene       | bez opreme          | bez opreme          | bez opreme           | bez opreme          | s opremom  | s opremom       | s opremom  | s opremom     |            |
| žene       | total               | potisak s klupe     | čučanj               | mrtvo dizanje       | total      | potisak s klupe | čučanj     | mrtvo dizanje |            |
|            |                     |                     |                      |                     |            |                 |            |               |            |
| +90 kg     | n/a                 | n/a                 | n/a                  | n/a                 | n/a        | n/a             | n/a        | n/a           |            |
| -90 kg     | n/a                 | n/a                 | n/a                  | n/a                 | n/a        | n/a             | n/a        | n/a           |            |
| -82.5 kg   | 332.5 kg A. Kolarić | 107.5 kg K. Medak   | 130 kg A. Kolarić    | 132.5 kg A. Kolarić | n/a        | n/a             | n/a        | n/a           |            |
| -75 kg     | 260 kg N. Korolija  | 52.5 kg N. Korolija | 102.5 kg N. Korolija | 105 kg N. Korolija  | n/a        | n/a             | n/a        | n/a           |            |
| -67.5 kg   | 265 kg S. Rožić     | 66 kg I. Poštek     | 95 kg N. Korolija    | 120 kg L. Grcić     | n/a        | n/a             | n/a        | n/a           |            |
| -60 kg     | n/a                 | 57.5 kg P. Januš    | n/a                  | n/a                 | n/a        | n/a             | n/a        | n/a           |            |
| -56 kg     | 271 kg T. Stojšić   | 64 kg R. Martinić   | 95 kg T. Stojšić     | 121 kg T. Stojšić   | n/a        | n/a             | n/a        | n/a           |            |
| -52 kg     | 245 kg M. Marković  | 57.5 kg R. Martinić | 85 kg M. Marković    | 120 kg M. Marković  | n/a        | n/a             | n/a        | n/a           |            |
| -48 kg     | n/a                 | 30 kg M. Poštić     | n/a                  | n/a                 | n/a        | n/a             | n/a        | n/a           |            |
| -44 kg     | n/a                 | n/a                 | n/a                  | n/a                 | n/a        | n/a             | n/a        | n/a           |            |

| #              | Reshel bodovi za total | Reshel bodovi za total |
| #              | bez opreme | bez opreme |
| -------------- | --- | --- |
| #              | Muškarci | Žene |
| 1. 2. 3. 4. 5. | 744.48 Marko Huzjak (-82.5kg) 732.00 Hrvoje Sirovec (-100kg) 731.28 M. Dotlić (+140kg) 697.20 M. Treskavica (-140kg) 682.97 I. Međimurec (-125kg) | 509.36 M. Marković (-52kg) 491.77 A. Kolarić (-82.5kg) 457.20 T. Stojšić (-56kg) 436.46 S. Rožić (-67.5kg) 401.18 N. Korolija (-75kg) |

### WDFPF pravila
| * | muškarci podižu svoju težinu, dok žene podižu polovicu svoje težine; gleda se broj ponavljanja |

| Kategorija | Disciplina                     |        | Kategorija                     | Disciplina |
| muškarci * | bez opreme                     | žene * | bez opreme                     |            |
| muškarci * | potisak s klupe - izdržljivost | žene * | potisak s klupe - izdržljivost |            |
|            |                                |        |                                |            |
| -125 kg    | 27x (124kg) Marin Vlahović     |        |                                |            |

## Ostalo
Prvi neslužbeni nastup Hrvatske (u vrijeme dok savez još nije bio osnovan) na međunarodnoj sceni bio je u svibnju 2012. godine kada delegacija, reprezentacija Hrvatske u powerliftingu prvi puta odlazi organizirano i zajednički na Europsko prvenstvo GPC federacije u Sloveniju.
Nastup Hrvatske na prvom službenom međunarodnom IPF natjecanju bio je u ožujku 2014. na Sölden Classic Cup (ekipno i pojedinačno).
Prvo službeno natjecanje pod okriljem Saveza bilo je u kolovozu 2013. u Virovitici.
Prvo državno prvenstvo u powerliftingu i bench pressu održano je u veljači 2014. u Svetom Martinu na Muri.
Prva žena natjecateljica u Hrvatskoj bila je Irena Golub na Božićnom natjecanju u Metalcu 19.12.2010.
Priscilla Ribic je višestruka američka IPF svjetska prvakinja u open diviziji. Vlasnica je svjetskog rekorda u bodovima ostvarenim po Wilksovom sustavu bodovanja s 654.30 boda (ostvaren u kategoriji -67.5kg).
Nazivlje
+ tipovi natjecanja: standardno ili powerlifting natjecanje (plasman se ostvaruje na osnovu total-a - ukupni rezultat), tzv. single lift (ili full meet) natjecanje (natječu se samo u jednoj vrsti podizanja - najčešće podizanju s klupe) i push-pull natjecanje (natječu se u podizanju s klupe i mrtvom dizanju; najrjeđi tip natjecanja)
+ izdržljivost (engl. endurance, ponekad for repetitions) - natjecanja u broju ponavljanja vježbe s istom težinom, najčešće iznosa vlastite težine te najčešće u potisku s klupe
+ disciplina bez opreme se u međunarodnoj terminologiji naziva raw ili classic ili unequipped, a disciplina s opremom se naziva equipped;  u raw disciplini sve federacije (pa i 100% RAW federacija) dopuštaju upotrebu remena (engl. belt), dok većina (pa i IPF) dopušta još i uporabu single ply steznika (engl. sleeves) za koljena, ali samo onih koje natjecatelj može sam navući i skinuti; poveći broj federacija dopušta i uporabu bandaža (engl. wraps) za zapešća i koljena prilikom postiska s klupe odnosno čučnja (neke od iznimaka su IPF, 100% RAW) dok neke federacije bilježe rekorde i održavaju natjecanja za raw bez bandaža i s bandažama (GPA)
+ bandaže za koljena osim što još stabiliziraju koljeno, mogu dodati 10-15% od maksimalne težine bez bandaža na rezultat s bandažama te mijenjaju formu samog čučnja; bandaže za zapešća stabiliziraju šaku tijekom potiska s klupe; steznici uglavnom zanemarivo utječu na rezultat i više su preventiva od ozljeda i psihološka pomoć
+ (engl. straps) - koristite se kao pomoćno sredstvo za mrtvo dizanje u slučaju slabog gripa, ali nisu dozvoljene na natjecanjima
+ osim na discipline, natjecanja i rekordi su podjeljeni po spolu, dobnoj skupini (engl. age division/age group) i težinskoj klasi (engl. weight class)
+ open dobna skupina - otvorena natjecateljima svih godina, ali prvenstveno namijenjena onima od 20-39 godina; ostvaruju se najbolji rezultati od svih dobnih skupina
+ potisak s klupe (engl. bench press (BP)) - odnosi se na tzv. flat bench press koji se izvodi na horizontalnoj klupi; postoje još incline i decline bench press koji se izvode na povišenoj (ramena iznad, zdjelica ispod horizontale) odnosno spuštenoj klupi (ramena ispod, zdjelica iznad horizontale); forme potiska s klupe: širok/uzak hvat (engl. wide/narrow grip), povinuta leđa/ravna leđa (engl. arched back/flat back)
+ čučanj (engl. squat (SQ)) - koristi se stražnji čučanj (engl. back squat) te njegova varijanta sumo čučanj; postoje dva osnovna tipa stražnjeg čučnja: powerlifting ili low bar i olimpijski ili high bar čučanj te njihov hibrid - prvi i posljednji uglavnom omogućavaju podizanje najveće težine te se s rijetkim iznimkama koriste u powerliftingu; vježbe čučnja se razlikuju ovisno o tome upotrebljava li se konvencionalni ili monolift stalak za čučanj - ako se koristi konvencionalni stalak onda se izvodi tzv. walked out squat, a ako se koristi monolift onda se izvodi monolift squat
+ mrtvo dizanje (engl. deadlift (DL)) - postoje tri varijante: standardna (engl. conventional), stiff-legged i sumo; prve dvije su uvijek dozvoljene na natjecanjima, dok je potonja ovisno o propozicijama natjecanja
+ koeficijenti za određivanje ukupnog pobjednika među svim težinskim klasama (engl. best lifter) kojeg koriste svjetske federacije: Wilks (IPF), Glossbrenner (WPC), Reshel (GPC, GPA, WUAP, IRP), Outstanding Lifter (OL) ili NASA (NASA), Schwartz/Malone, Siff; za kadetske i juniorske kategorije koristi se uglavnom Foster, a za master kategorije (iznad 40. godine) McCulloch ili Reshel
+ 1RM (engl. 1 repetition maximum) - najveća težina koju dizač može podići pravilnom tehnikom, ali samo jednim ponavljanjem
+ hvat (engl. grip) - tipovi: 
+ obzirom na položaj palca: regular grip, thumbless/suicide/false/monkey(SQ,BP) grip, hook(DL) grip;
+ obzirom na orijentaciju dlana: prone/pronated/overhand(BP)/double overhand(DL) grip, reverse/supine/supinated/underhand(BP) grip, alternated/mixed(DL) grip (jedna ruka supine, druga prone), thumbless mixed(DL) grip;
+ obzirom na položaj šipke u šaci: full(SQ) grip, fingertip(DL) grip.

## Vanjske poveznice
- Hrvatski powerlifting savez (HPLS)
- Hrvatska powerlifting organizacija  Arhivirana inačica izvorne stranice od 20. ožujka 2017. (Wayback Machine)

Statističko-obavijesne stranice
- Hrvatski powerlifting portal  Arhivirana inačica izvorne stranice od 17. rujna 2016. (Wayback Machine)
- Baza podataka powerlifting rezultata u svim svjetskim federacijama  Arhivirana inačica izvorne stranice od 2. lipnja 2017. (Wayback Machine)
- Powerlifting ranking, svjetski rekordi, kalendar natjecanja  Arhivirana inačica izvorne stranice od 31. svibnja 2023. (Wayback Machine)
- Baza powerlifting dizača, svjetski rekordi, natjecanja uživo

Koeficijenti
- Wilks kalkulator
- Reshel kalkulator  Arhivirana inačica izvorne stranice od 30. ožujka 2018. (Wayback Machine)
- Usporedba svih relevantnih sustava koeficijenata kroz izračun
- 1RM kalkulator  Arhivirana inačica izvorne stranice od 19. veljače 2021. (Wayback Machine)
- openpowerlifting baza podataka